# 安第斯鼠屬
安第斯鼠屬（Andinomys edax），哺乳綱、囓齒目、鼠科的一屬，而與安第斯鼠屬（安第斯鼠）同科的動物尚有白耳漁鼠屬（白耳漁鼠）、庭鼠屬（彩庭鼠）、阿根廷纏尾鼠屬（草地纏尾鼠）、纏尾鼠屬等之數種哺乳動物。